# 太田浩司
太田 浩司（おおた ひろし、1961年 - ）は、日本の日本史学者。専攻は、日本中世史・近世史。特に、国宝「菅浦文書」や、戦国大名浅井氏に関する研究。明治大学文学部史学地理学科日本史学専攻卒業。明治大学大学院文学研究科（史学専攻）博士前期（修士）課程修了。長浜市長浜城歴史博物館学芸員を経て同博物館館長を務めた。現在は長浜市曳山博物館館長。

## 著書
- 『近世への扉を開いた羽柴秀吉』サンライズ出版、2009年。[3]
- 『近江が生んだ知将 石田三成』サンライズ出版、2009年。[4]
- 『テクノクラート小堀遠州: 近江が生んだ才能』サンライズ出版、2012年。[5]
- 『浅井長政と姉川合戦: その繁栄と滅亡への軌跡』サンライズ出版、2011年。[6]
- 『湖の城・舟・湊』サンライズ出版、2018年。[7]

## 論文
- 中世菅浦における村落領域構成（『史林』70-4）
- 湖北における奉公衆の動向（『駿台史学』83）
- 北近江土豪衆と「被官」－近世史料と現行民俗からのアプローチ－

（三鬼清一郎氏編『織豊期の政治構造』）（吉川弘文館刊）所収 など